# 21410 Cahill
A 21410 Cahill (ideiglenes jelöléssel 1998 FH65) a Naprendszer kisbolygóövében található aszteroida. A LINEAR projekt keretében fedezték fel 1998. március 20-án.